# Sovjetunionens historia 1927–1953
Sovjetunionens historia under åren 1927–1953 dominerades politiskt av Josef Stalin, som hade som mål att omforma det sovjetiska samhället med en aggressiv planekonomi och en svepande kollektivisering av jordbruk och industri. Han konstruerade också en brutal totalitär regim ansvarig för miljoner dödsfall som ett resultat av ett antal utrensningar och kollektiviseringsprojekt. Under sin tid som ledare över Sovjetunionen använde Stalin flitigt sin hemliga polis: (O)GPU och NKVD, och utnyttjade sin nästan obegränsade makt för att omforma det sovjetiska samhället. Han konsoliderade sin politiska makt genom att under slutet av 1920-talet först utmanövrera oppositionella falanger inom kommunistpartiet, både till vänster och till höger. Mellan 1934-39 pågick en omfattande utrensning av verkliga och påhittade politiska motståndare i partiet.
Mellan 1941-45 genomgick landet stora prövningar i andra världskriget, med miljontals civila och militära offer. Vid slutet av kriget stod Sovjetunionen som en av segrarmakterna och nyttjade sin nyvunna position till att utöka sin intressesfär till ett antal länder i Östeuropa där det installerades sovjettrogna regimer. Vid slutet av perioden hade Sovjetunionen med sina allierade gått in i kalla kriget, där motståndarsidan främst bestod av alliansblocket NATO.

## Vänster- och högeropposition

### Bakgrund

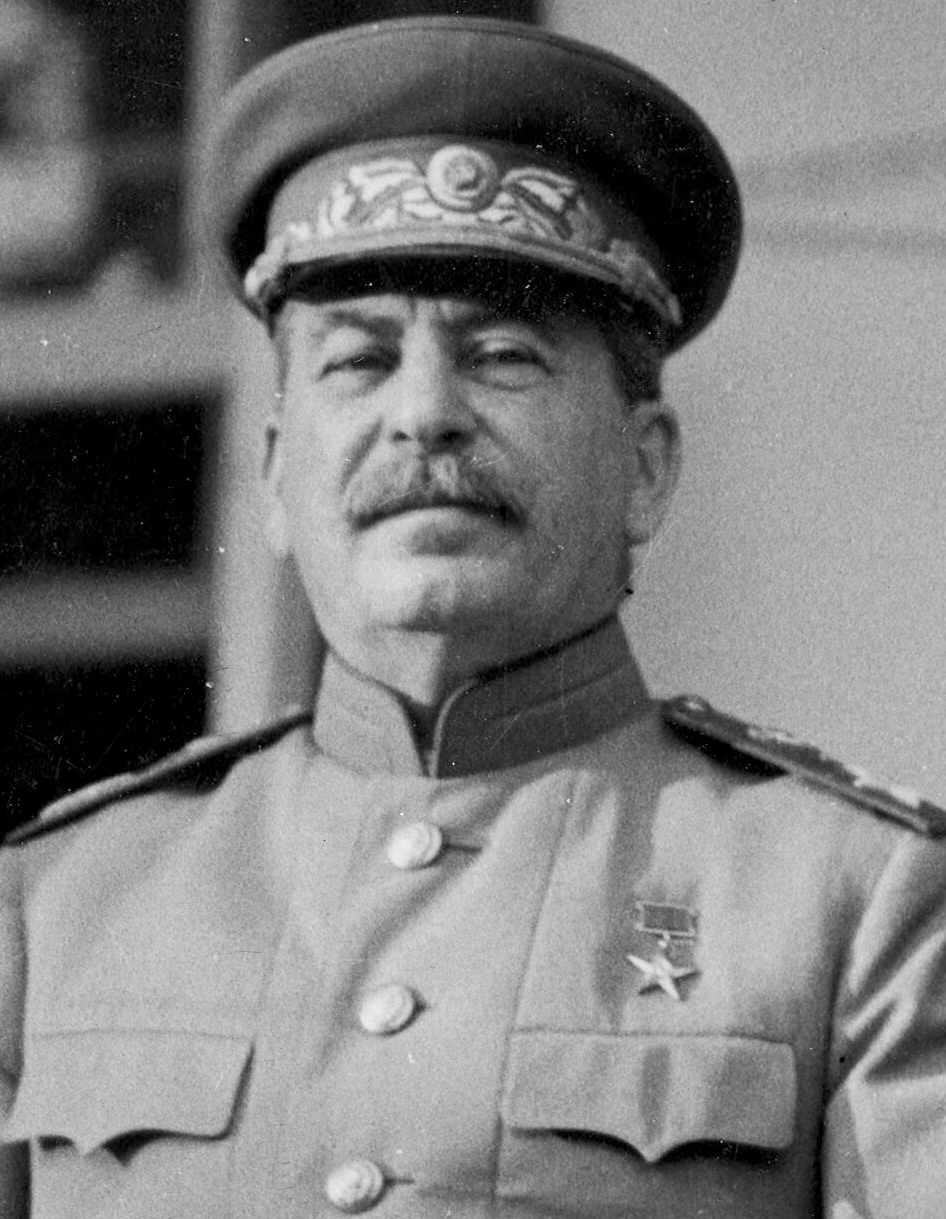
Josef Stalin dominerade Sovjetunionens politiska och ekonomiska historia under perioden 1927-1953.

Sedan Vladimir Lenins död 1924 hade kampen mellan olika fraktioner inom kommunistpartiet blivit mer och mer uppenbara. Lenin hade i praktiken valt Stalin som sin efterträdare när han 1922 utsågs till partiets generalsekreterare. Lev Trotskij framträdde samtidigt som ledare för för det som kom att kallas vänsteroppositionen inom kommunistpartiet. Trotskij ville se en politik som upprätthöll en "permanent revolution", som i praktiken innebar att han ville se en världsrevolution. Han kritiserade även vad han såg som ett alltmer byråkratiserat kommunistparti som enligt Trotskij behövde demokratiseras genom att bland annat återställa arbetardemokratin i partiet. Stalin utvecklade å sin sida konceptet "socialism i ett land" och menade att Sovjetunionen på egen hand kunde bygga ett socialistiskt samhälle, trots sin isolering.

### Trotskij till exil
Under mitten av 1920-talet samlade Trotskij stöd från olika håll inom kommunistpartiet. Till en början stöddes han av Karl Radek, Christian Rakovskij och Victor Serge. Sedan Stalin hade fått Grigorij Zinovjev och Lev Kamenev att förlora ledande positioner inom partiet anslöt även dessa till Trotskijs oppositionella falang under 1926. Den gemensamma oppositionen - som alliansen kallades - var dock ganska skör och aktivister från andra falanger störde återkommande deras möten.

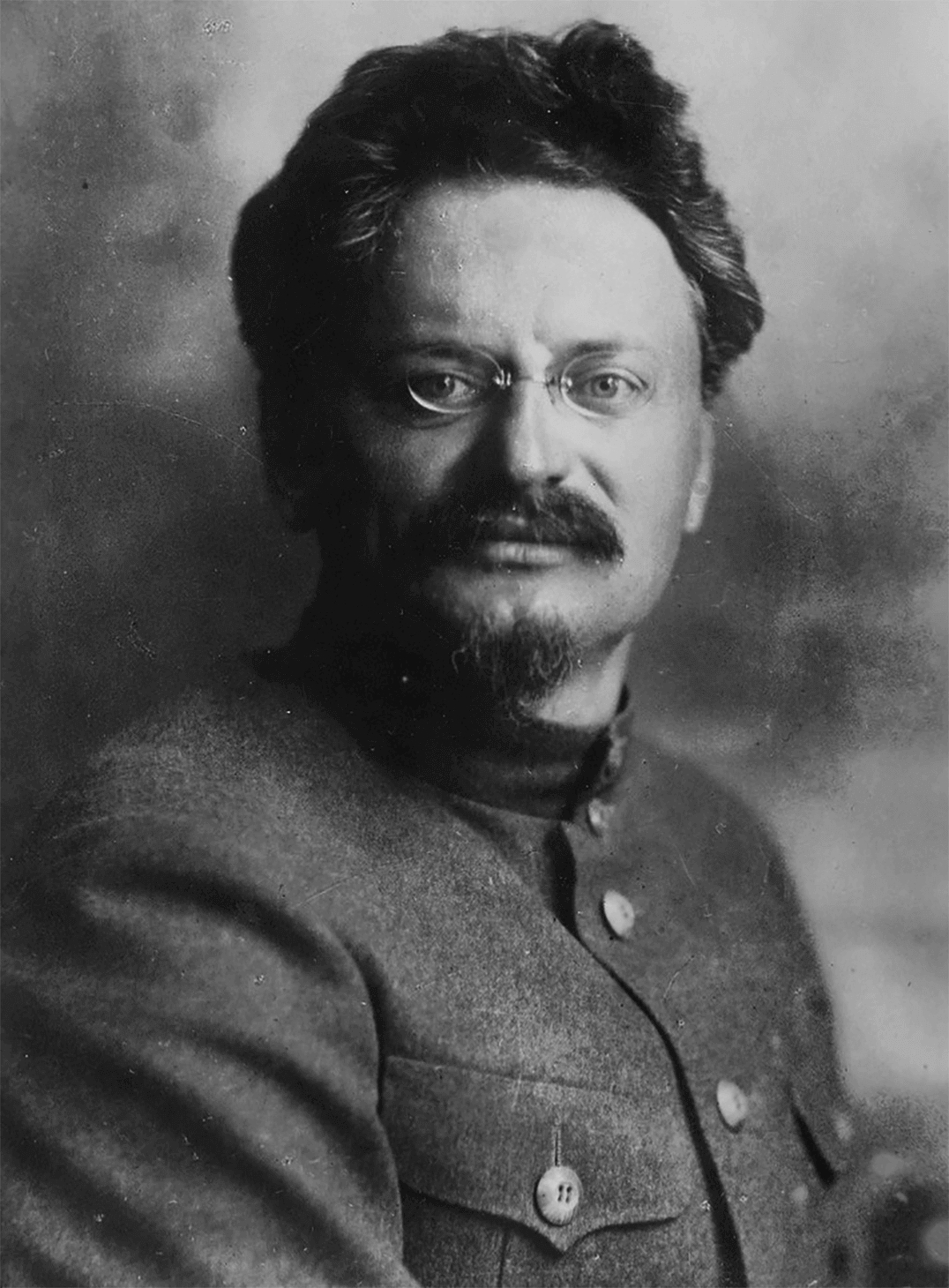
Lev Trotskij och Josef Stalin hade kraftigt skilda åsikter om hur Sovjetunionen borde styras, där Trotskij ledde vänsteroppositionen inom partiet.

Maktkampen avgjordes slutligen under Sovjetunionens kommunistiska partis 15:e kongress i december 1927, när Trotskij med hjälp av sina allierade gjorde ett sista försök att få bort Stalin från partiledningen. Det stod dock snart klart att Trotskij och hans allierade hade förlorat partistriden och de tre ledarna - tillsammans med flera tusen anhängare - uteslöts från partiet. Därmed ansågs vänsterfalangen inom kommunistpartiet besegrad. Zinovjev bytte strax därefter fot och antogs på nytt till partiet, liksom vissa trotskister. Många trotskister (liksom Trotskij själv) skickades dock strax därefter i exil till Sibirien eller Centralasien. Trotskij deporterades 1929 för att först leva i Turkiet, därefter Norge och slutligen i Mexiko och tog 1938 initiativet till att organisera den antistalinistiska Fjärde internationalen. Han mördades 1940 på Stalins order.

### Högerfalangen
Sedan Stalin hade sänt Trotskij i exil och utmanövrerat vänsteroppositionen hade han lyckats få en majoritet i politbyrån och började strax därefter en förflyttning åt vänster i politiken. Samtidigt fanns det flera politiker inom partiets högeropposition som motsatte sig detta, däribland Nikolaj Bucharin, Aleksej Rykov och Michail Tomskij. Sedan Stalin hade gjort en helomvändning åt vänster (från sin tidigare mer högerbetonade hållning) gick åsikterna mellan Stalins falang och högerfalangen isär på en rad ekonomiska områden. Bland annat hade man olika åsikter om hur tvångsrekvirering av spannmål skulle hanteras, om den så kallade antispecialist-kampanjen och hur ambitiösa målen för den första femårsplanen skulle vara.
Under 1929 försökte högeroppositionen liera sig med Kamenev och Zinovjev, vilket ledde till skarp kritik vid centralkommitténs plenummöte i januari 1929. I november samma år skrev Bucharin, Rykov och Tomskij under ett uttalande i Pravda där de erkände de "fel" de hade begått. Strax efter artikeln fick Bucharin lämna sin plats i politbyrån, följt av Rykov och Tomskij som lämnade under 1930. Under 1930 fick de tre ledarna lämna samtliga ledande politiska positioner, vilket innebar slutet för högeroppositionen. Konflikten mellan stalinister och högerfalangen pågick mellan 1927 och 1930, men var betydligt mindre publik jämfört med konflikten med vänsteroppositionen.
Efter vänster- och högeroppositionens nederlag kvarstod Stalin som den i stort sett obestridde ledaren av Sovjetunionen.

## Planekonomi och tvångsförflyttningar

### Införandet av femårsplaner
För att genomföra den radikala förändringen av Sovjetunionen hade kommunistpartiet redan 1921 etablerat Gosplan (den statliga planeringskommittén). Från början hade Gosplan en rent rådgivande funktion med att påverka storleken och riktningen av de statliga investeringarna. Gosplans roll förändrades 1928 när beslutet om den första femårsplanen togs, med målet att nå en snabb industrialisering och skarpt minska den privata ekonomiska sektorn.

### Industri och jordbruk
Från slutet av 1920-talet inleddes både en storskalig satsning på tung industri, samtidigt som jordbruket skulle kollektiviseras - med tvång om det så behövdes enligt den dåvarande jordbrukspolitiken. Kollektiviseringen av jordbruket genomfördes snabbt och utan större hänsyn till de inblandade, men blev till skillnad från industrisatsningen ett misslyckande. Tvångskollektiviseringarna ledde till en omfattande hungersnöd och brist på konsumtionsvaror när statens ekonomiska behov gavs företräde framför vanliga medborgares behov. Under perioden skedde en kraftig urbanisering när miljoner människor flyttade till städerna för att arbeta i de raskt växande industrierna.

### Svältkatastrofer

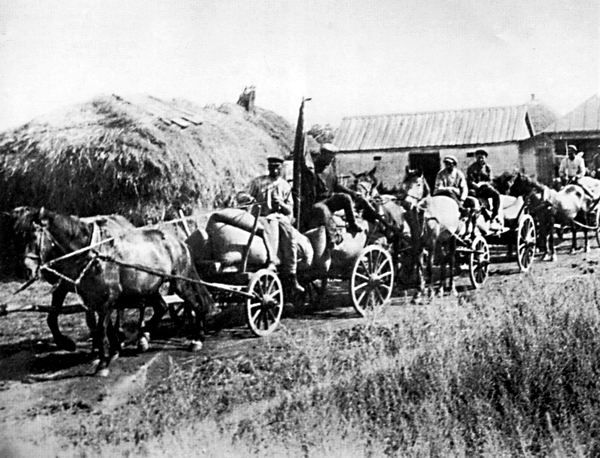
Konfiskerat spannmål fraktas från en bondgård i Charkiv oblast, 1932. Transporten av spannmål bort från bönder i Ukraina var en del av svältkatastrofen holodomor.

Kollektiviseringen av jordbruket som genomfördes med mycket brutala metoder ledde i sitt första skede till en kraftigt minskad produktion vilket i sin tur förorsakade en mycket omfattande svältkatastrof i början av 1930-talet. Särskilt hårt drabbades Ukraina och Kazakstan i vad som kallas Holodomor respektive svältkatastrofen i Kazakstan med miljontals dödsoffer. I Kazakstan tvingades en huvudsakligen nomadiserande och boskapsskötande befolkning att på ideologiska grunder bli bofasta, trots att det saknades grund att genomföra en radikal ekonomisk förändring. Innan jordbrukets införande levde 4 miljoner människor i Kazakstan. Mellan 1930-33 dog 1,5 miljoner människor i Kazakstan. Ungefär 250 000 kazaker flydde till Kina.
Under vintern 1932-33 drabbades särskilt Ukraina, norra Kaukasus och nedre Volga-området av en genomgripande svält. I enbart Ukraina dog 4-5 miljoner människor, i norra Kaukasus och nedre Volga avled 2-3 miljoner människor under samma period. Ukraina hade försvagats under den terror som avkulakiseringskampanjen hade medfört 1930-32, samt svälten 1932-33. På detta följde en rad förtryckande åtgärder som riktade sig mot det ukrainska kulturella, sociala och politiska ledarskapet. Samtidigt som svälten pågick exporterades 1,5 miljoner ton av spannmål från Ukraina till andra delar av Sovjetunionen. Det spannmål som exporterades skulle sannolikt ha räckt till 1 kg spannmål åt 15 miljoner människor under 3 månaders tid. Sammantaget har Holodomor setts som resultatet av en medveten politik med syfte att hämnas på och terrorisera bondebefolkningen i Ukraina.

### Deportationer
Många av de jordbrukare som hade gynnats av den tidigare Nya ekonomiska politiken (NEP), de som benämndes kulaker, deporterades till de arbetsläger som hade anlagts inom ramen för Gulag. Mellan 1930-31 tvingades närmre 2 miljoner människor från kulakfamiljer bort från centrala delar av Ryssland och Ukraina till intern exil i arbetsläger i Centralasien och Sibirien. Deportationerna fortsatte under resten av 30-talet och inpå 1940-talet, där de också utökades till att rikta in sig mot särskilda grupper och folk. Från ledningens sida sågs tvångsförflyttningarna som en del av systemet med planhushållning.

## Den stora utrensningen
Ett led i Stalins omdaning av det sovjetiska samhället - utöver de ekonomiska och kulturella förändringarna - var omfattande utrensningar av politiska motståndare. En genomgripande kampanj riktad mot verkliga och påhittade motståndare verkställdes 1934-39. Starten på utrensningarna kan sägas vara mordet på Sergej Kirov som var partichef i Leningrad, ett mord som troligen beställdes av Stalin personligen. Mordet på Kirov användes som förevändning för att inleda en större utrensning i partiet. Grigorij Zinovjev och Lev Kamenev med anhängare pekades ut som skyldiga till mordet och fängslades efter summariska rättegångar. Den Stalintrogna Andrej Zjdanov installerades som ledare för Leningrad och Kirovs följare fick lämna sina poster.

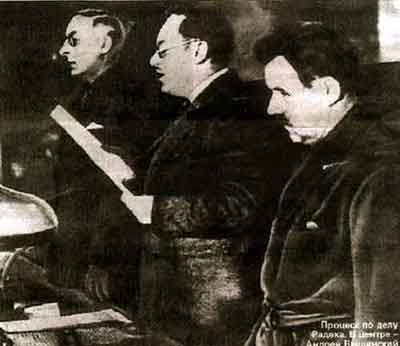
Chefsåklagaren Andrej Vysjinskij läser anklagelserna som riktas mot Karl Radek under en av Moskvarättegångarna, 1937.

De fyra år som följde på mordet på Kirov präglades i stort av förföljelsen på påstådda konspiratörer mot Stalins regim, där kretsen för vilka som ansågs vara förrädare stadigt ökade i omfattning. En kampanj för att finna "folkets fiender" sattes igång, vilket gestaltade sig genom en rad offentliga rättegångar och en enorm terrorverksamhet som riktade sig mot befolkningen i stort.
Från 1936-38 bedrevs Moskvaprocesserna, en rad skenrättegångar där toppolitiker i kommunistpartiet först utsattes för tortyr för att senare erkänna brott mot staten och därefter avrättas. Den första av rättegångarna var processen mot Zinovjev och Kamenev som påbörjades i augusti 1936. Resultatet blev att Zinovjev, Kamenev och 14 andra erkände sig skyldiga till terrorplaner i samarbete med Trotskij. De åtalade avrättades kort efter domen. Två liknande rättegångar hölls 1937 och 1938.
Säkerhetstjänsten NKVD, som hade bildats 1934 med Genrich Jagoda som chef, kom att spela en stor roll i utrensningarna, både genom avrättningar och bildande av olika rättegångar. 1937 ersattes Jagoda av Nikolaj Jezjov som styrde NKVD under den politiska terrorns blodigaste period: 1937-38. Perioden har även benämnts Jezjovsjtjina med hänvisning till Jezjov.

## Andra världskriget

### Upptakt till kriget
Den politiska utvecklingen under 1930-talet, särskilt nazisternas maktövertagande i Tyskland och situationen i Japan, påverkade Stalins och Sovjetunionens utrikespolitiska riktning. Sedan Hitler hade kommit till makten i Tyskland 1933 påbörjade Sovjetunionen ett närmande till övriga Europa och gick med i Nationernas förbund 1934. Komintern, den tredje internationalen, var också en utrikespolitisk aktör under perioden. Organisationen hade under 1920-talets blivit allt hårdare styrd av Stalin, men lanserade 1935 idén om en folkfront, där man ville närma sig de europeiska socialdemokratiska rörelserna som tidigare hade utmålats av Sovjet som "socialfascister". Folkfrontspolitiken lades åt sidan efter att Sovjetunionen hade misslyckats med att bilda en gemensam allians med Frankrike och Storbritannien mot Tyskland. Särskilt Münchenöverenskommelsen 1938 tog den sovjetiska utrikespolitiken i en ny riktning.
Den nya utrikespolitiska hållningen innebar en helomvändning i synen på Tyskland och Sovjetunionen undertecknade den 23 augusti 1939 en icke-angreppspakt med Tyskland: Molotov-Ribbentrop-pakten. Det sovjetiska syftet med avtalet var både en förhoppning att undvika ett större krig, samtidigt som man också ville vinna tid inför vad som sågs som ett oundvikligt tyskt angrepp. Landets ledning såg även en möjlighet att återta vissa områden som Ryssland hade förlorat efter första världskriget. Till pakten bilades hemliga tillägg där Sovjetunionen skulle få omfattande inflytandesfärer i delar av östra Europa, bland annat Finland, de baltiska länderna och östra Polen.

### Angrepp mot Polen, Finland och Baltikum
Strax efter andra världskrigets inledning den 1 september, när Tyskland anföll Polen, gick även även Sovjetunionen med Molotov-Ribbentrop-pakten i ryggen till anfall mot östra Polen den 17 september. Efter anfallet besatte sovjetisk militär Polens östra delar, som därpå blev en del av de ukrainska och belarusiska sovjetrepublikerna. Mellan 1939-40 pågick även Sovjetunionens angreppskrig mot Finland, vinterkriget. Under 1940 införlivades provinsen Bessarabien i Rumänien till Sovjetunionen som Moldaviska SSR. I juni 1940 anföll och ockuperade landet även Estland, Lettland och Litauen. I och med ockupationen spred sig den politiska terrorn från Sovjetunionen till de nya territorierna. I april 1941 skrev Sovjetunionen och Japan under en gemensam neutralitetspakt, den sovjetisk-japanska pakten.

### Stora fosterländska kriget
Den 22 juni 1941 gick Tyskland till attack mot Sovjetunionen i vad som kallades Operation Barbarossa. I och med anfallet påbörjades den period som i Ryssland kallas Det stora fosterländska kriget, den del av andra världskriget som utspelade sig på sovjetiskt territorium. Kriget med Tyskland väckte liv i en rysk patriotism, där gamla militära bravader lyftes fram som föredömen, till exempel belystes ryska uppoffringar under Fosterländska kriget mot Napoleon 1812. Det stalinistiska systemet mobiliserade även den rysk-ortodoxa kyrkan, trots att man förklarat att ateism var Sovjetunionens officiella hållning i religiösa frågor. Äldre medaljer för tapperhet och olika officersepåletter togs i bruk på nytt, särskilt de med anknytning till Ryssland.

Situationen i Europa 1942, vid höjden av den tyska militära expansionen. Strax därefter inledde Sovjetunionen en motoffensiv

Generellt var landet och militären relativt oförberedda på ett tyskt anfall. Ett problem för militären var att en stor mängd officerare och erfarna militärer hade dödats under den stora utrensningen några år tidigare. Stalin utnämnde sig till försvarsminister. gav sig själv titeln generalissimus, samt inrättade en särskild försvarskommitté inom staten. När kriget under vintern 1942-43 i samband med slaget vid Stalingrad vände till den sovjetiska sidans fördel kunde Stalin ännu starkare konsolidera sitt grepp om den politiska makten. I anknytning till de militära landvinningarna under 1943-44 påbörjade Stalin en ny våg av repression mot olika folkgrupper i Sovjetunionen som anklagades för att ha samarbetat med tyskarna. Ett stort antal människor deporterades och avled.
När världskriget avslutades 1945 var Sovjetunionen en av de segrande makterna i konflikten. Under de år Sovjetunionen deltog i kriget dog sammanlagt 27 miljoner människor, vilket kan jämföras med mellan 6,6-8,8 miljoner döda för Tyskland, eller USA:s förluster på 418 500 människor. Landet hade även drabbats hårt rent materiellt i kriget. Sovjetunionen fick behålla de territorier man erövrat under 1939-40, och efter Potsdamkonferensen beslutades att landet skulle förvalta delar av Ostpreussen samtidigt som Polen skulle förvalta områden öster om Oder-Neisse-linjen.

## Efterkrigstiden
Åren efter krigets slut började Sovjetunionen förvandla ett antal länder i Östeuropa till satellitstater. Ett återkommande tema var att stalinistiska grupper i olika länder omformade det politiska systemet på liknande sätt som Stalin gjort i Sovjetunionen. Det ökande antalet kommunistiska stater i Östeuropa skadade relationen mellan Sovjetunionen å ena sidan och västmakterna å andra sidan. Så småningom övergick de kyliga relationerna till kalla kriget. 1948 beslutade Sovjetunionen att stoppa markkommunikationer mellan Västberlin och Västtyskland genom Berlinblockaden. Andra problem kopplat till delningen av Berlin, Berlinfrågan, kom också att så splittring mellan Sovjet och länderna i Västeuropa.

Europa delades efter andra världskriget upp i två distinkta alliansblock: NATO och Warszawapakten, som skildes åt av vad som kom att kallas "järnridån".

Rådet för ömsesidigt ekonomiskt bistånd, SEV/Comecon, bildades 1949 för att koordinera de kommunistiska ländernas ekonomiska politik. Några år senare, 1955, skapades Warszawapakten, för att skapa ett närmre militärt samarbete mellan staterna. Under samma period slöt flera demokratiska länder i Västeuropa Atlantpakten, som senare blev till NATO 1951, med USA. De två alliansblocken kom att bli en integrerad del i det kalla kriget.
Internt i Sovjetunionen var den ekonomiska och politiska situationen ungefär densamma efter kriget som den hade varit åren före. Kulten runt Stalin som ledare befästes och utrensningar och deportationer återupptogs. Särskilt utsatta var politiska ledare och bönder som motsatte sig kollektiviseringen i de nyligen erövrade territorierna i väst. Inom kulturen hade man under kriget sett en viss öppning under kriget, men strax därefter inledde Andrej Zjdanov en repressionskampanj som senare blivit känd som "kritik och självkritik". Kampanjen gick ut på att rikta anklagelser mot olika personer som sen skulle anklaga sig själva och be om förlåtelse.
Från 1948 inleddes även en kampanj mot "kosmopolitism" som riktades mot de sovjetiska judarna. Judarna pekades ut som en grupp som saknade lojalitet med det sovjetiska systemet. Från 1950 ökade antisemitismen kraftigt i Sovjetunionen och även andra kommunistländer i öst. Ledare anklagades för "sionism" och ett antal ledande judar mördades, bland annat av den nya säkerhetstjänsten MGB (1946-53). Under 1952 bedrevs rättegångar och kampanjer mot upplevda judiska konspirationer, bland annat "Krimaffären" som handlade om ett förslag att etablera en judisk stat i södra Ukraina eller på Krim, samt en konspirationsteori om att flera framstående läkare försökte mörda ledande sovjetiska politiker. Angreppet mot läkare (både judar och icke-judar) avtog i och med Stalins bortgång i mars 1953.
Gulag-systemet fortsatte även det att växa under efterkrigstiden, ända fram till Stalins död. Systemet med tvångsarbetskraft bidrog till att Sovjetunionen kunde bedriva en snabb återuppbyggnad av landet. Ekonomin hade samtidigt gjort sig beroende av de påtvingade arbetarna, vilket underminerade tekniska och vetenskapliga innovationer eftersom det saknades reella incitament för sådana. När systemet med tvångsarbetskraft började upplösas efter Stalins död ledde det kraftiga beroendet till ekonomisk stagnation.
Josef Stalin dog den 6 mars 1953, varpå en maktkamp inom partiet inleddes, med resultatet att Stalin efterträddes av partichefen Nikita Chrusjtjov.